# Daniel Wyder
Daniel Wyder (* 15. Februar 1962 in Wädenswil) ist ein ehemaliger Schweizer Radrennfahrer.

## Leben
Daniel Wyder wurde 1980 Schweizer Strassenmeister der Junioren. 1983 belegte er den dritten Platz der Meisterschaft von Zürich der Amateure. 1984 wurde er Profi. Nach kleineren Erfolgen bei verschiedenen Strassenrennen erlangte er 1988 den Weltmeisterschaftstitel im Punktefahren. Einmal wurde er Schweizer Meister auf der Bahn; 1988 gewann er in der Einerverfolgung den Titel.
1989 belegte Wyder gemeinsam mit Bruno Holenweger den zweiten Platz bei der Profi-Winterbahnmeisterschaft im Zweier-Mannschaftsfahren in Gent. Die beiden Fahrer belegten 1989 gemeinsam den dritten Platz beim Kölner Sechstagerennen. Im selben Jahr gewann Wyder die Tour of the Americas. 1991 gewann er die Kaistenberg-Rundfahrt in der Schweiz. 1992 beendete er seine Radsport-Karriere.